# Helmut Ruhemann
Helmut Ruhemann (1891-1973) est un conservateur de musée et restaurateur d'art allemand et britannique, connu pour ses innovations techniques et son expertise dans la restauration de tableaux,,.

## Biographie
Né à Berlin, Helmut Moritz Ruhemann est formé à la peinture dès l'adolescence et poursuit ses études à Karlsruhe, à Munich et à Paris auprès de Maurice Denis. C'est lors de son séjour en Espagne pendant la Première Guerre mondiale, et particulièrement au Prado, qu'il aborde la restauration de tableaux. De retour en Allemagne, il vit de sa peinture mais effectue de plus en plus de travaux de restauration. Il est remarqué par Wilhelm von Bode qui le fait entrer au Kaiser-Friedrich-Museum à Berlin. Il innove en recommandant l'usage des rayons X lors de l'analyse des tableaux. Il perd son poste sous le Troisième Reich en raison de ses origines juives et émigre au Royaume-Uni où il poursuit son activité, disposant déjà d'une clientèle dans le pays.
Pendant la Seconde Guerre mondiale, les œuvres d'art de la National Gallery sont évacuées de Londres et mises en lieu sûr : Helmut Ruhemann est alors l'un des deux restaurateurs chargés de les préserver et devient alors conservateur du musée. Reconnu pour son expertise de la restauration, il enseigne et publie des ouvrages sur le sujet, dont The Cleaning of Paintings (1968), ouvrage de référence dans le domaine. Contrairement aux restaurateurs d'antan, il considère que les techniques de restauration ne doivent pas rester secrètes ou restreintes à un petit cercle de spécialistes, mais plutôt qu'il faut leur donner une large publicité. Il devient également un expert en détection de contrefaçon.
Son atelier se trouvait à Golden Square (en), Soho : c'est là qu'a été posée la première stolperstein du Royaume-Uni, en mémoire de la restauratrice Ada von Dantzig, collaboratrice d'Helmut Ruhemann, déportée et assassinée à Auschwitz.

## Ouvrages (liste non exhaustive)
- Approach to Art, Max Parrish & Co., Londres, 1948.
- Artist And Craftsman. Contrast, Similarity, Influence', Max Parrish & Co., Londres, 1948.
- Genuine and false copies, imitations, forgeries, Max Parrish & Co., Londres, 1948 (mit weiteren Autoren).
- The Artist at Work, Penguin Books, 1951 (avec Ellen M. Kemp).
- The Cleaning of Paintings. Problems and potentialities, Faber and Faber, Londres, 1968.